# BMW 502 Roadster
Pour les articles homonymes, voir BMW 502 et Loof.
La BMW 502 Sport ou BMW 502 Roadster ou BMW 502 Loof ou BMW 502 Sportwagen (en allemand) est une voiture de sport concept car du constructeur automobile allemand BMW, présentée au salon de l'automobile de Francfort 1955.

## Historique
Ce concept car est conçu par le pilote-designer Ernst Loof, chef du département compétition de BMW, à titre de version coupé-sport-cabriolet des BMW 502 berlines de 1952 (dont elle reprend le châssis) et en vue de succéder à ses BMW 328 de 1936.

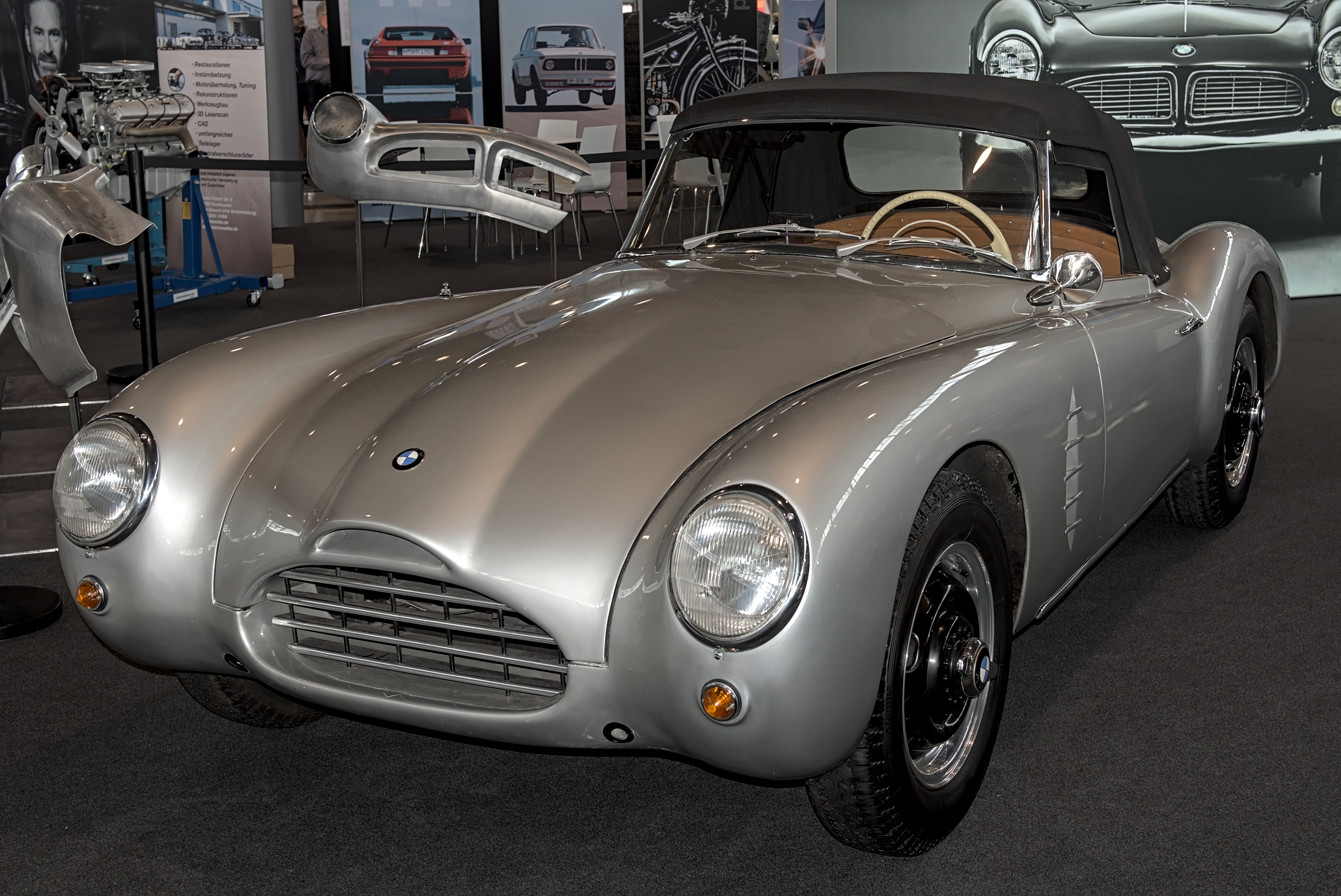
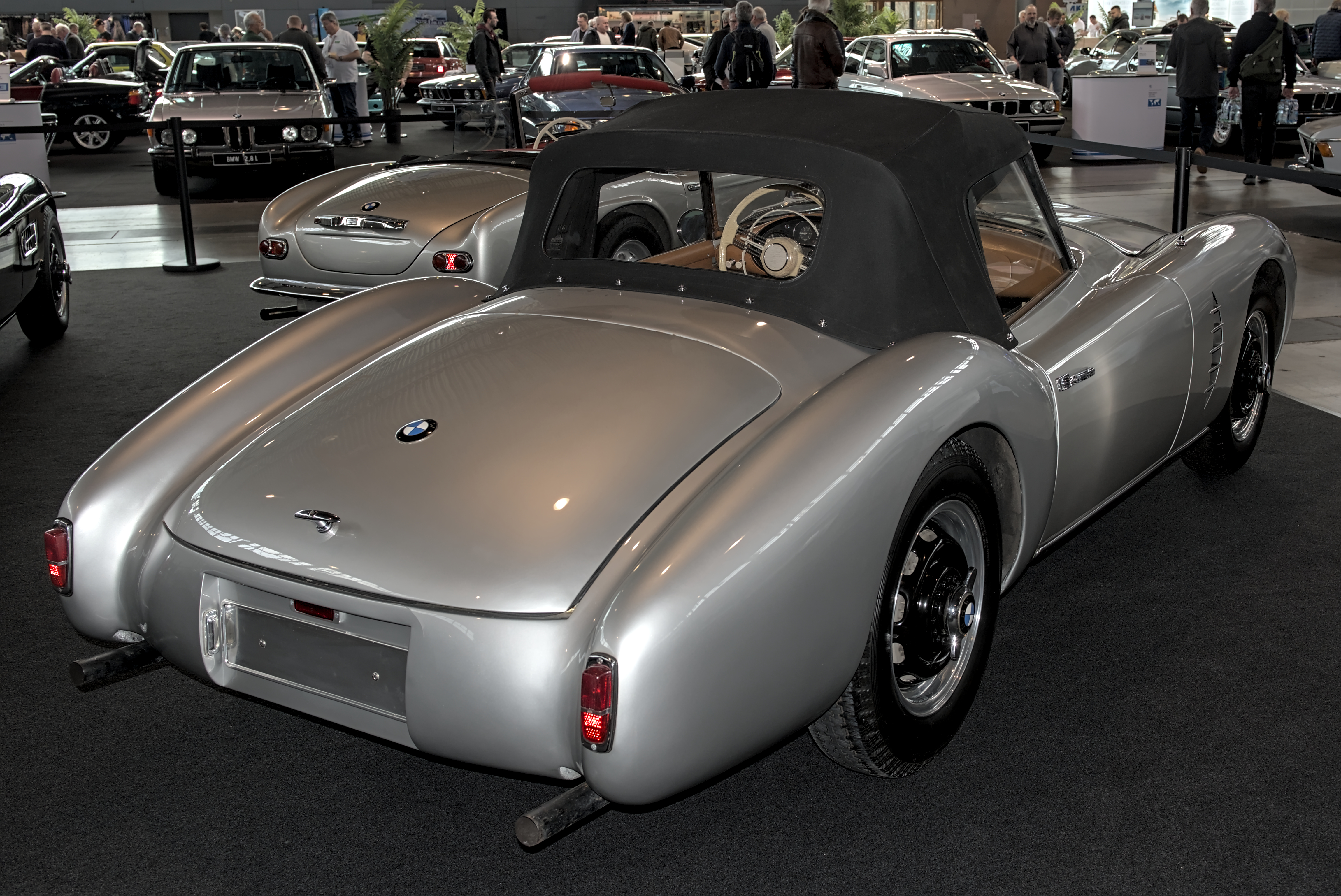

Elle est propulsée par un moteur V8 BMW de 3,2 litres de cylindrée (BMW OHV V8 engine (en))  
C'est finalement la BMW 507 de 1955 qui sera produite en série,, pour rivaliser en particulier avec des Porsche 550 (1953), Mercedes-Benz 190 SL et Mercedes-Benz 300 SL (1954), AC Ace (1953), Jaguar XK140 (1954), MG A (1955), Triumph TR3 (1955), Lancia Aurelia B24 (1955), ou encore Chevrolet Corvette C1 (1953) et Ford Thunderbird I (1955)...